# 巡閱使
巡閱使是中华民国大陆时期的北洋政府对兼管两省及以上的军事官员给以的官衔，名义上管理所辖各省的军政，是地区性军政官员的一种（另一种为经略使）。该官衔大多为虚衔，并无实职，其实际权力视任职者的实力而定。巡阅使的设立与裁撤、职权与机构等各方面均无统一法规加以规定，完全是因人而设，废置不常。1924年12月10日段祺瑞裁撤所有的巡阅使及副使。

## 长江巡阅使
1912年11月27日设置，1920年10月2日裁改为苏皖赣巡阅使。1914年2月19日《长江巡阅使条例》规定负责湘鄂赣皖苏5省江面治安。实际上长江巡阅使公署设于徐州。
- 谭人凤（1912年11月27日－1913年8月10日）
- 张勋（1913年12月16日－1917年7月8日）
- 倪嗣冲（1917年9月8日－1920年9月16日）
- 李纯（1920年9月16日－1920年10月2日裁改）

### 长江巡阅副使
1916年4月10日设置，1919年12月26日裁撤
- 倪嗣冲（1916年4月10日－1917年9月8日）
- 王廷桢（1917年9月8日－1919年12月26日）

## 南洋巡阅使
1913年8月14日设置
- 刘冠雄（1913年8月14日－）（1914年9月20日回京）

### 南洋巡阅副使
1913年8月14日设置
- 雷震春（1913年8月14日－）

## 海疆巡阅使
1917年7月15日与1922年4月3日两次设置
- 萨镇冰（1917年7月15日－1917年12月21日）
- 刘冠雄（1922年4月3日－1923年11月26日）

## 粤闽巡阅使
1916年8月11日设置
- 萨镇冰（1916年8月11日－）

## 两广巡阅使
1917年4月10日设置，1921年1月1日后未设
- 陆荣廷（1917年4月10日－1917年11月8日）
- 龙济光（1917年11月8日－1918年5月10日逃，1921年1月1日免）

## 东三省巡阅使
1918年9月7日设置，1922年5月10日裁撤，后复置，1924年12月11日裁撤
- 张作霖（1918年9月7日－1922年5月10日免职并裁撤）
- 张作霖（ -1924年12月11日）

## 直鲁豫巡阅使
1920年8月20日由川粤湘赣四省经略使改置，1924年12月11日裁撤
- 曹锟（1920年8月20日－1923年10月10日）
- 吴佩孚（1923年11月11日－1924年10月24日）

### 直鲁豫巡阅副使
1920年9月2日设置，1924年12月11日裁撤
- 吴佩孚（1920年9月2日－1921年8月9日）
- 王承斌（1923年11月11日－1924年11月11日）

## 苏皖赣巡阅使
1920年10月2日由长江巡阅使改置，1921年1月7日裁撤；1923年11月11日重设，1924年12月11日裁撤
- 李纯（1920年10月2日－1920年10月12日死）
- 王士珍（1920年12月3日－1921年1月7日裁撤）
- 齐燮元（1923年11月11日－1924年12月11日）

### 苏皖赣巡阅副使
1920年10月2日设置，1921年1月7日裁撤
- 齐燮元（1920年10月2日－1921年1月7日裁撤）

## 两湖巡阅使
1920年6月13日设置
- 王占元（1920年6月13日－1921年8月9日）
- 吴佩孚（1921年8月9日－1923年11月11日）
- 萧耀南（1923年11月11日－1925年2月14日死）

## 热察绥巡阅使
1922年5月29日设置，1924年11月11日裁撤
- 王怀庆（北京步军统领衙门统领1922年5月29日，兼任热河都统兼会办毅军事宜，－1924年7月1日辞-1924年11月11日免职并裁撤）

## 闽浙巡阅使
1924年9月20日设置
- 孙传芳（1924年9月20日－1925年10月15日改称五省联军总司令）